# Mia Wasikowska
Mia Wasikowska (Canberra, oktober 1989) is een Australische actrice van Poolse afkomst.
Ze is bekend geworden door haar hoofdrol als Alice in de speelfilm Alice in Wonderland uit 2010.

## Filmografie
| Jaar | Titel                           | Rol              | Opmerking                                                   |
| ---- | ------------------------------- | ---------------- | ----------------------------------------------------------- |
| 2004 | All Saints (tv)                 | Lily Watson      | Twee afleveringen: "Sins of the Mothers" en "Out on a Limb" |
| 2006 | Lens Love Story                 | Girl             | Korte film                                                  |
| 2006 | Suburban Mayhem                 | Lilya            | Nominatie voor Young Actor's Award                          |
| 2007 | Skin                            | Emma             | Korte film                                                  |
| 2007 | Cosette                         | Cosette          | Korte film                                                  |
| 2007 | September                       | Amelia Hamilton  |                                                             |
| 2007 | Rogue                           | Sherry           | Ook bekend als Rogue Crocodile                              |
| 2008 | I Love Sarah Jane               | Sarah Jane       | Korte film                                                  |
| 2008 | Summer Breaks                   | Kara             | Korte film                                                  |
| 2008 | In Treatment                    | Sophie           | Negen afleveringen: week 1-9                                |
| 2008 | Defiance                        | Chaya            |                                                             |
| 2009 | Amelia                          | Elinor Smith     |                                                             |
| 2009 | That Evening Sun                | Pamela Choat     |                                                             |
| 2010 | The Kids Are All Right          | Joni             |                                                             |
| 2010 | Alice in Wonderland             | Alice Kingsleigh |                                                             |
| 2011 | Restless                        | Annabel Cotton   |                                                             |
| 2011 | Jane Eyre                       | Jane Eyre        |                                                             |
| 2011 | Albert Nobbs                    | Helen Dawes      |                                                             |
| 2012 | Lawless                         | Bertha Minnix    |                                                             |
| 2013 | Tracks                          | Robyn Davidson   |                                                             |
| 2013 | Stoker                          | India Stoker     |                                                             |
| 2014 | Maps to the Stars               | Agatha Weiss     |                                                             |
| 2014 | Madame Bovary                   | Emma Bovary      |                                                             |
| 2015 | Crimson Peak                    | Edith Cushing    |                                                             |
| 2015 | Disney Infinity 3.0             | Alice Kingsleigh | Stem in videospel                                           |
| 2016 | Alice Through the Looking Glass | Alice Kingsleigh |                                                             |
| 2018 | Damsel                          | Penelope         |                                                             |
| 2020 | The Devil All the Time          | Helen Hatton     |                                                             |
| 2023 | Club Zero                       | Ms. Novak        |                                                             |

## Prijzen
Genomineerd voor:
- 2006 Australian Film Institute Awards: "Young Actor's Award" (Suburban Mayhem)
- 2009 Australian Film Institute Awards: "International Award for Best Actress" (In Treatment)
- 2009 Independent Spirit Award: "Best Supporting Female" (That Evening Sun)

Gewonnen:
- 2008 Australians in Film Breakthrough Award
- 2009 South by Southwest: "Best Ensemble Cast" (That Evening Sun)

## Noot
1. ↑  Mia Wasikowska's Birthday Is Wrong on the Internet. Late Night with Seth Meyers (14 oktober 2015). Geraadpleegd op 15 oktober 2015.
2. ↑  Entertainment Weekly - Mia Wasikowska cast in Gus Van Sant's 'Restless'

- Bibsys: 10041073
- Biblioteca Nacional de España: XX5241216
- Bibliothèque nationale de France: cb16582859v (data)
- Catàleg d'autoritats de noms i títols de Catalunya: 981058526404106706
- Gemeinsame Normdatei: 141938145
- International Standard Name Identifier: 0000 0001 2030 2581
- Library of Congress Control Number: no2009067552
- Nationale Bibliotheek van Letland: 000337963
- MusicBrainz: cbcc6c13-d1bc-4b90-9ed7-452087ef6a94
- Nationale Bibliotheek van Tsjechië: xx0135873
- Nationale Bibliotheek van Israël: 987008729436205171
- Nationale Bibliotheek van Polen: a0000002965436
- Nederlandse Thesaurus van Auteursnamen: 326810463
- LIBRIS: 389792
- Système universitaire de documentation: 147289939
- Trove: 1777680
- Virtual International Authority File: 88465276
- WorldCat: E39PBJdCv7pwhCCmBXFMhCRxjC